# 루사카주

루사카 주

루사카주(Lusaka Province)는 잠비아를 구성하는 10개 주 가운데 하나로 주도는 루사카(잠비아의 수도이기도 함)이며 면적은 21,896km2, 인구는 2,777,439명(2015년 기준), 인구 밀도는 130명/km2이다.
북쪽으로는 중부 주, 북동쪽으로는 동부 주, 남서쪽으로는 남부 주와 접하며 동쪽으로는 모잠비크, 남쪽으로는 짐바브웨와 국경을 접한다. 8개 구(칠랑가 구, 치른두 구, 총궤 구, 카푸에 구, 루앙과 구, 루사카 구, 루푼사 구, 시부윤지 구)를 관할한다.